# Ine Marie Wilmann
Ine Marie Wilmann (* 18. Februar 1985) ist eine norwegische Schauspielerin.

## Leben
Ine Marie Wilmann studierte von 2007 bis 2011 Schauspiel an der Kunsthochschule Oslo. Nach Abschluss ihrer Ausbildung stand sie unter anderem am Teatret Vårt, am Trøndelag Teater in Trondheim und am Oslo Nye Teater auf der Bühne. In Zusammenarbeit mit Sara Li Stensrud schuf sie die Performance Happy to the End of My Days, die 2012 am Black Box Theatre aufgeführt wurde. Zu den von ihr am Theater verkörperten Rollen zählen unter anderem die Titelrolle in Anne Frank, Kitty in Anna Karenina, Hilde Wangel in Henrik Ibsens Die Frau vom Meer sowie die Aricia in Jean Racines Phèdre. Wilmann wurde außerdem Mitglied der freien Gruppe Fourth Class Productions.
Für ihre Darstellung der Charlotte in De nærmeste von Anne Sewitsky wurde sie 2015 mit den Filmpreis Amanda als beste Hauptdarstellerin sowie 2016 mit dem Filmpreis Kanonprisen ausgezeichnet. Von 2014 bis 2016 spielte sie in der Fernsehserie The Third Eye die Rolle der Vårin, für die sie 2016 den Fernsehpreis Gullruten als beste Schauspielerin erhielt. Von 2017 bis 2019 war sie in der Serie ZombieLars als Erle zu sehen. 2018 verkörperte sie in der Filmbiografie Sonja – The White Swan die Titelrolle der Eiskunstläuferin Sonja Henie, wofür sie für den Amanda-Filmpreis als beste Hauptdarstellerin nominiert wurde. In der Serie Exit spielte sie ab 2019 die Rolle der Celine Bergvik, in der deutschsprachigen Fassung wurde sie von Antje von der Ahe synchronisiert.
Im Rahmen der Berlinale 2019 wurde sie als European Shooting Star ausgezeichnet. 2020 spielte sie in der Filmkomödie Dianas Hochzeit von Charlotte Blom die Titelrolle. In der Thriller-Serie Furia von Magnus Martens und Lars Kraume mit Nina Kunzendorf, die im November 2021 erstmals im ZDF ausgestrahlt wurde, übernahm sie die Rolle der Undercover-Agentin Ragna. In der deutschen Fassung lieh ihr Kaya Marie Möller die Stimme.

## Filmografie
- 2006: Reprise
- 2006: Kalde føtter
- 2007: Størst av alt (Mini-Serie)
- 2011: Jeg reiser alene
- 2011: Lang vei hjem (Kurzfilm)
- 2013: Dag – Det er hverdagen som knekker en (Fernsehserie)
- 2015: De nærmeste
- 2016: Nothing Ever Really Ends (Kurzfilm)
- 2016: Erica (Kurzfilm)
- 2014–2016: The Third Eye (Det tredje øyet, Fernsehserie)
- 2018: Sonja – The White Swan (Sonja)
- 2017–2019: ZombieLars (Fernsehserie)
- 2020: Blutiger Trip – Opferbereitschaft (Blodtur, Fernsehserie)
- 2020: Dianas Hochzeit (Dianas bryllup)
- 2019–2023: Exit (Fernsehserie)
- 2021: Furia (Fernsehserie)
- 2022: War Sailor (Krigsseileren)
- 2022: Troll

## Auszeichnungen und Nominierungen
Amanda-Filmpreis
- 2015: Auszeichnung als Beste Hauptdarstellerin für De nærmeste[1]
- 2019: Nominierung als Beste Hauptdarstellerin für Sonja – The White Swan

Kanonprisen
- 2015: Auszeichnung als beste Schauspielerin für De nærmeste[4]

Gullruten
- 2016: Auszeichnung als beste Schauspielerin für The Third Eye[5]

Internationale Filmfestspiele Berlin
- 2019: Auszeichnung als European Shooting Star[8][9]